# Aeroportul Pweto
Aeroportul Pweto (IATA: PWO, ICAO: FZQC) este un aeroport din Katanga⁠(d), Republica Democratică Congo ce deservește zona Pweto. A fost numit după zona deservită.
Situat la o altitudine de 1.044 m, aeroportul dispune de o singură pistă.